# Kristofer Steen
Kristofer Steen (Umeå, 26 giugno 1974) è un musicista svedese, noto per essere stato il chitarrista del gruppo hardcore punk Refused.
Dopo il primo scioglimento dei Refused avvenuto nel 1998, Steen ha formato i Text insieme a David Sandström e Jon Brännström, incidendo l'album omonimo nel 2000 e l'EP Vital Signs nel 2008. Ha fatto anche parte dei Brain Squashed Puppies, degli Abhinanda e dei Final Exit. Nel 2006 ha diretto Refused Are Fucking Dead, documentario inerente all'ultimo anno di attività dei Refused. Nel 2012 ha preso parte alla reunion dei Refused, incidendo gli album Freedom e War Music, per poi abbandonare definivamente la formazione nell'agosto 2020.

## Discografia

### Con i Refused
- 1994 – This Just Might Be... the Truth
- 1996 – Songs to Fan the Flames of Discontent
- 1998 – The Shape of Punk to Come
- 2015 – Freedom
- 2019 – War Music

### Con i Final Exit
- 1994 – Teg
- 1997 – Final Exit - Det Egentliga Västerbotten (raccolta)

### Con gli Abhinanda
- 1995 – Senseless
- 1997 – Abhinanda
- 1999 – Rumble

### Con i Text
- 2000 – Text
- 2008 – Vital Signs (EP)